# Orange Goblin
Orange Goblin, ранее — Our Haunted Kingdom, — хеви-метал группа из Великобритании, сформированная в 1995 году. В настоящий момент группа состоит из вокалиста Бена Уорда, гитариста Джо Хоара, басиста Мартина Миллэрда и барабанщика Криса Тернера.

## История
Orange Goblin была сформирована в 1995 году и первоначально носила название Our Haunted Kingdom. Они выпустили семидюймовый сплит с группой Electric Wizard в 1996 на лейбле Rise Above, до того, как сменили вывеску на Orange Goblin. Первые три альбома группы исполнены в жанре стоунер/дум. Начиная с альбома Coup De Grace, вышедшего в 2002 году, в звуке группы появились включения панка, дум-метала и элементов других музыкальных стилей.
Первые пять релизов были изданы на лейбле Rise Above. Ритм-гитарист Питер О’Мейли покинул группу в 2004, для того чтобы начать карьеру художника. 16 декабря 2005 года группа отпраздновала своё десятилетие, дав концерт в клубе Underworld в Камден-Тауне при участии групп Scissorfight и Blood Island Raiders. Альбом 2007 года Healing Through Fire был издан на Mayan/Sanctuary Records. 
3 сентября 2008 группа анонсировала подписание контракта с Candlelight Records и работу над материалом для нового альбома с датой релиза, намеченной на сентябрь 2009 года. Он был анонсирован в мае 2009 года словами: «Написание песен для нового альбома продолжается, но основа из четырёх или пяти песен выглядит многообещающе. Пара черновых названий для новых песен звучит как Red Tide Rising и The Bishop Wolf’s». Ранее группа анонсировала задержку в записи альбома в связи с непредвиденными обстоятельствами и извинилась перед фанами, сказав, что «этого стоит дождаться».
В марте 2010 от лица группы было сделано заявление, что группа отказывается от обязательств по записи нового альбома и не может сказать, когда в обозримом будущем будет выпущен новый альбом. Группа анонсирует запись нового материала в августе 2011, после упоминания на радио-шоу Ricky Gervais' XFM. Эта запись была завершена в сентябре 2011 и выпущена в феврале 2012 года под названием A Eulogy for the Damned на Candlelight Records.
В середине 2010 года бэк-каталог группы был переиздан в виде дигипака на лейбле Rise Above Records. В середине декабря группа отпраздновала свое пятнадцатилетие, ставшее кульминацией ежегодной Рождественской выставки в Лондоне, при поддержке прибывшей из Великобритании блюз-рок группы Firebird, состоящей из бывших членов групп Carcass и Spiritual Beggars, и американской дум-рок команды Solace.
Также Orange Goblin выступили в 2011 году на фесте Maryland Deathfest в Балтиморе, штат Мэриленд, США.
В 2014 группа записывает следующий очередной альбом и издаёт его 6 октября (Англия, Евросоюз) и 7 октября (США) через Candlelight Records. Альбом получил название «Back from the Abyss» и вошёл в чарт Великобритании под номером № 98.
«Back from the Abyss» — это звук Orange Goblin, жгущего во все цилиндры!» — рычит фронтмен Ben Ward. «От Sabbathianовской тяжёлой нарезки в „Sabbath Hex“, моторхедообразного панковского рыка на „The Devil’s Whip“, эпичного, мейденовского галопа на „Mystical Knives“ к апокалиптическому думу „The Shadow Over Insmouth“. Это лучшее из музыки, повлиявшей на нас, собранное в одном месте. Мы создали наиболее зрелый альбом группы Orange Goblin. После отличного мирового признания для „A Eulogy for the Damned“ и последующих двухлетних гастролей повсюду, мы узнали много нового, чтобы продолжать творить. Мы были готовы и вошли в студию, вооруженные убийственными риффами. Все они представлены на нашем новом альбоме и продолжают Orange Goblin-тренд никогда не бояться нового и постоянно двигаться вперёд. В ходе записи мы создали уникальный тяжёлый звук, лежащий где-то между думом, стоунером и классическим металлом, вдохновленный роком 70-х, блюзом, панком и всем, что между. Мы снова работали с Jamie Dodd и он проделал хорошую работу на последней записи, я даже думаю, что в этот раз он превзошёл сам себя. Добавив удивительный талант Джейми в живые выступления и процесс написания песен, мы сделали альбом, которым очень гордимся. Наш последний альбом дал группе новую жизнь и вырвал нас из небытия. Новый альбом показывает, как Orange Goblin в очередной раз выходит за установленные рамки… и „Back from the Abyss“ готов всем врезать!»
В декабре 2015 года группа отправилась в турне по Великобритании, посвященное 20-летию группы, которое состояло из 13 концертов. В декабре 2016 года певец Бен Уорд получил известность в национальных СМИ Великобритании за организацию кампании JustGiving, направленной на сбор денег для сотрудников музыкального издательства TeamRock, которые были уволены. В рамках усилий по сбору средств Orange Goblin отыграли концерт в Black Heart в Камдене, Лондон, 5 января 2017 года, все вырученные средства были направлены на кампанию. Девятый студийный альбом Orange Goblin, The Wolf Bites Back, был выпущен в июне 2018 года. В октябре 2020 года басист Мартин Миллард объявил о своем уходе из группы по собственному желанию, в середине 2021 года его сменил Гарри Армстронг. Первый за шесть лет новый альбом группы "Science, Not Fiction" был выпущен 19 июля 2024 года.

## Участники группы
Текущий состав
- Бен Уорд — вокал, гитара (с 1995 по настоящее время)
- Джо Хоар — гитара (с 1995 по настоящее время)
- Гарри Армстронг - бас (с 2021 по настоящие время)
- Крис Тернер — ударные (с 1995 по настоящее время)

Бывшие участники
- Пит О’Мейли — гитара (1995—2004)
- Мартин Миллард — бас (1995 - 2020)

Сессионные участники
- Дункан Гиббс — клавиши для Frequencies from Planet Ten
- Джейсон Грэхем — клавиши для Healing Through Fire

## Дискография
Студийные альбомы
- Frequencies from Planet Ten (1997)
- Time Travelling Blues (1998)
- The Big Black (2000)
- Coup de Grace (2002)
- Thieving from the House of God (2004)
- Healing Through Fire (2007)
- A Eulogy For The Damned  (2012)
- Back from the Abyss (2014) UK #98
- The Wolf Bites Back (2018)
- Science, Not Fiction (2024)

Концертные записи
- A Eulogy For The Fans (2013)

EP
- Electric Wizard/Our Haunted Kingdom (1996)
- Nuclear Guru (1997)
- Chrono.Naut / Nuclear Guru (1997)
- The Time (1998)
- Orange Goblin/Alabama Thunderpussy (2000)

Синглы
- «Some You Win, Some You Lose» (2004)

Участие в сборниках
- «Saruman’s Wish» в Dark Passages II (1996)
- «Aquatic Fanatic» в Stoned Revolution — The Ultimate Trip (1998)
- «Quincy the Pig Boy» в Rise 13 (1999)
- «Black Shapes of Doom» в Bastards Will Pay: Tribute to Trouble (1999)
- «No Law» в High Volume (2004)